# 狩野倫久
狩野 倫久（かのう みちひさ、1976年7月6日 - ）は、大阪府枚方市出身の元プロサッカー選手、サッカー指導者。JFA 公認S級コーチ。大阪府立枚方津田高等学校卒業。
現役時代のポジションは、ボランチ、サイドバック。フットサル選手の狩野新は弟。

## 来歴
枚方FCユース時代はMF、チームのキャプテンとして活動した。卒業後はブラジルへ留学し、1996年7月SEパルメイラスU-20に入団し、カンピオナート・パウリスタ（サンパウロ州選手権）U-20に出場した。1997年3月、SEパルメイラス・アスピランチに所属。その後、1998年3月オザスコFCとプロ契約を結び、右サイドバックでカンピオナート・パウリスタに出場した。
帰国後は、1999年7月からJFL佐川急便大阪SCでプレーし、2002年に引退した。2003年からは同チームの役員・実行委員、ヘッドコーチを務めた。
2007年に同チームのSAGAWA SHIGA FCへの集約に伴い、SAGAWA SHIGA FCのトップコーチに就任。2008年からはSAGAWA SHIGA FOOTBALL ACADEMY ディレクター兼ジュニアユース監督を務めた。
2016年にS級コーチライセンス認定を日本サッカー協会（JFA）より受ける。2015年からJFAナショナルトレセンコーチ関西女子担当として活動し、2016年にJFAエリートプログラム女子U-14コーチ、2017年にはJFAエリートプログラム女子U-13監督、2018年にはJFAエリートプログラム女子U-14監督、JFA U-16日本女子代表コーチをそれぞれ歴任。2017年よりJFAナショナルトレセンコーチ〈関西女子担当〉のチーフを務める。
2021年にはU-16日本女子代表監督、2022年はU-17日本女子代表監督を歴任した。
2023年1月19日、U-19日本女子代表監督に就任し、2024年開催予定のFIFA U-20女子ワールドカップを目指す。また同年のアジア競技大会（中華人民共和国・杭州市）ではWEリーグ所属選手中心で編成された日本代表の監督として指揮を執り、男女を通じて初のアジア大会連覇を果たした。
2024年8月31日-9月22日、コロンビアにて開催されたFIFA U-20女子ワールドカップ2024では、攻撃的なポゼッションスタイルで準優勝に導いた。2024年10月国立競技場で行われたMIZUHO BLUE DREAM MATCH2024では、なでしこジャパンのコーチを務め韓国女子代表と対戦した。 
2025年1月より、なでしこジャパン初の外国人監督・ニルス監督の右腕として、なでしこジャパン・ヘッドコーチを務める。

## 所属クラブ
- 1989年 - 1995年  枚方FCユース (大阪府立枚方津田高等学校)
- 1996年 - 1998年  SEパルメイラス
- 1998年 - 1999年  オザスコFC
- 1999年 - 2003年  佐川急便大阪SC

## 指導歴
- 2003年 - 2007年  佐川急便大阪SC コーチ
- 2007年 - 2008年  SAGAWA SHIGA FC コーチ
- 2008年 -  SAGAWA SHIGA FOOTBALL ACADEMYダイレクター兼U-15監督
- 2015年 - 2016年  JFAナショナルトレセン(女子)関西コーチ
- 2017年 -  JFAナショナルトレセン(女子)関西チーフコーチ
  - JFAエリートプログラム女子担当
- 2017年  JFAエリートプログラム女子U-13トレーニングキャンプ チーフコーチ
  - JFAエリートプログラム女子U-13JOC日韓交流 監督
- 2018年  JFAエリートプログラム女子U-14トレーニングキャンプ 監督
  - U-16日本女子代表 イタリア遠征 コーチ
  - U-14日本女子選抜 中国遠征 監督
- 2021年 - 2022年  U-16/U-17日本女子代表 監督
- 2022年  JFAエリートプログラムU-14JOC日韓交流 監督
- 2023年 - 2024年  U-19/U-20日本女子代表 監督
- 2023年  第19回アジア競技大会日本女子代表 監督
- 2024年10月 -  日本女子代表 コーチ

## 資格
- 2005年 日本サッカー協会指導者ライセンス 公認A級コーチライセンス取得
- 2007年 日本サッカー協会指導者ライセンス 公認A級コーチU-12ライセンス取得
- 2016年 日本サッカー協会指導者ライセンス 公認S級コーチライセンス取得[2]